# El Negrito
El Negrito – miasto w Hondurasie, w departamencie Yoro. Według Spisu Powszechnego z 2013 roku liczy 11,4 tys. mieszkańców. W pobliżu miasta znajduje się Park Narodowy Mico Quemado, a z drugiej strony przepływa rzeka Cuyamapa. 